# دیلی (تگزاس)
دیلی، تگزاس(به انگلیسی: Dilley, Texas) شهری در ایالت تگزاس از ایالات جنوبی ایالات متحده آمریکا است. در سرشماری سال ۲۰۰۰، جمعیت این شهر ۳۶۷۴ نفر اعلام شد.

## نگارخانه

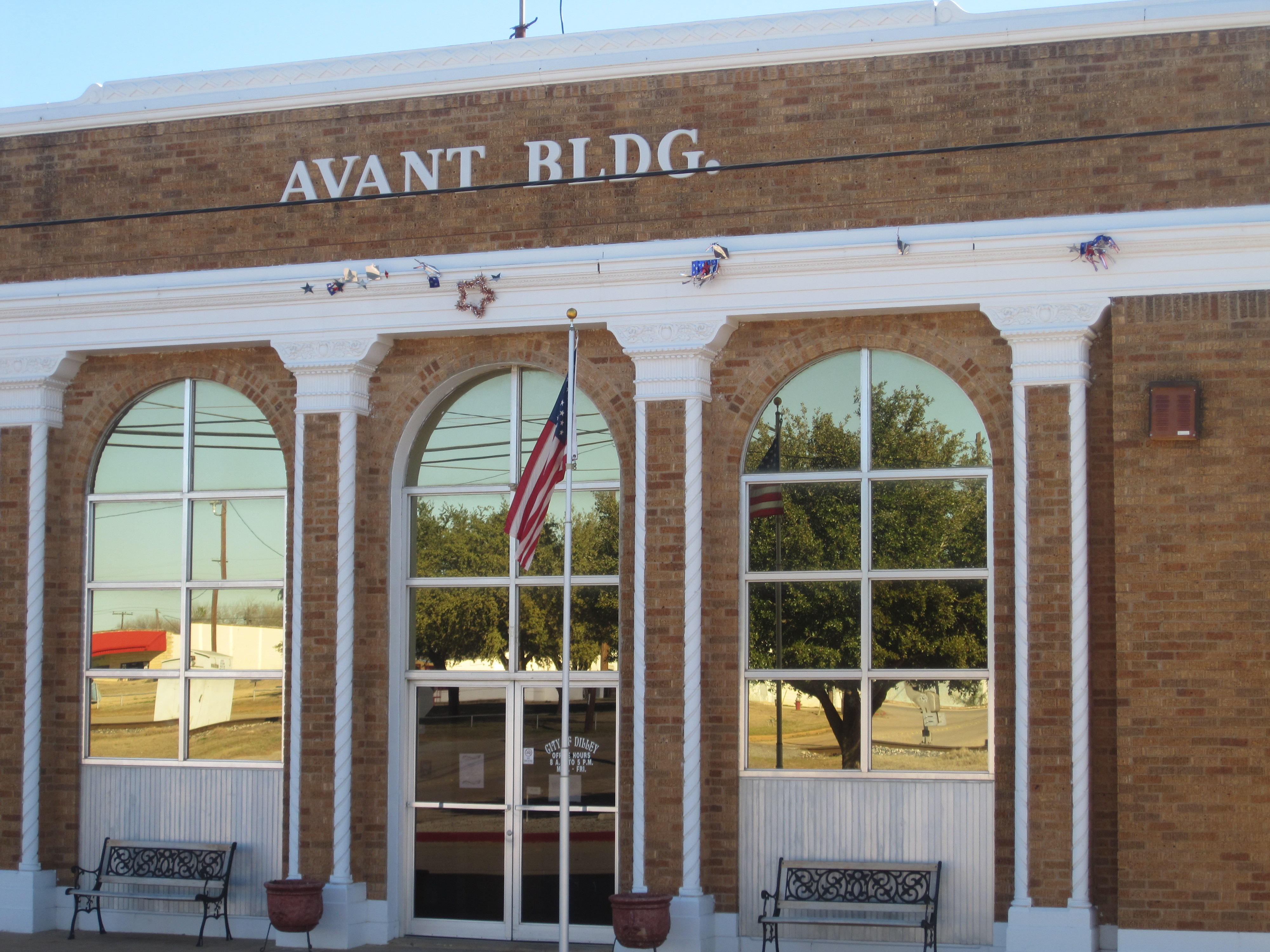
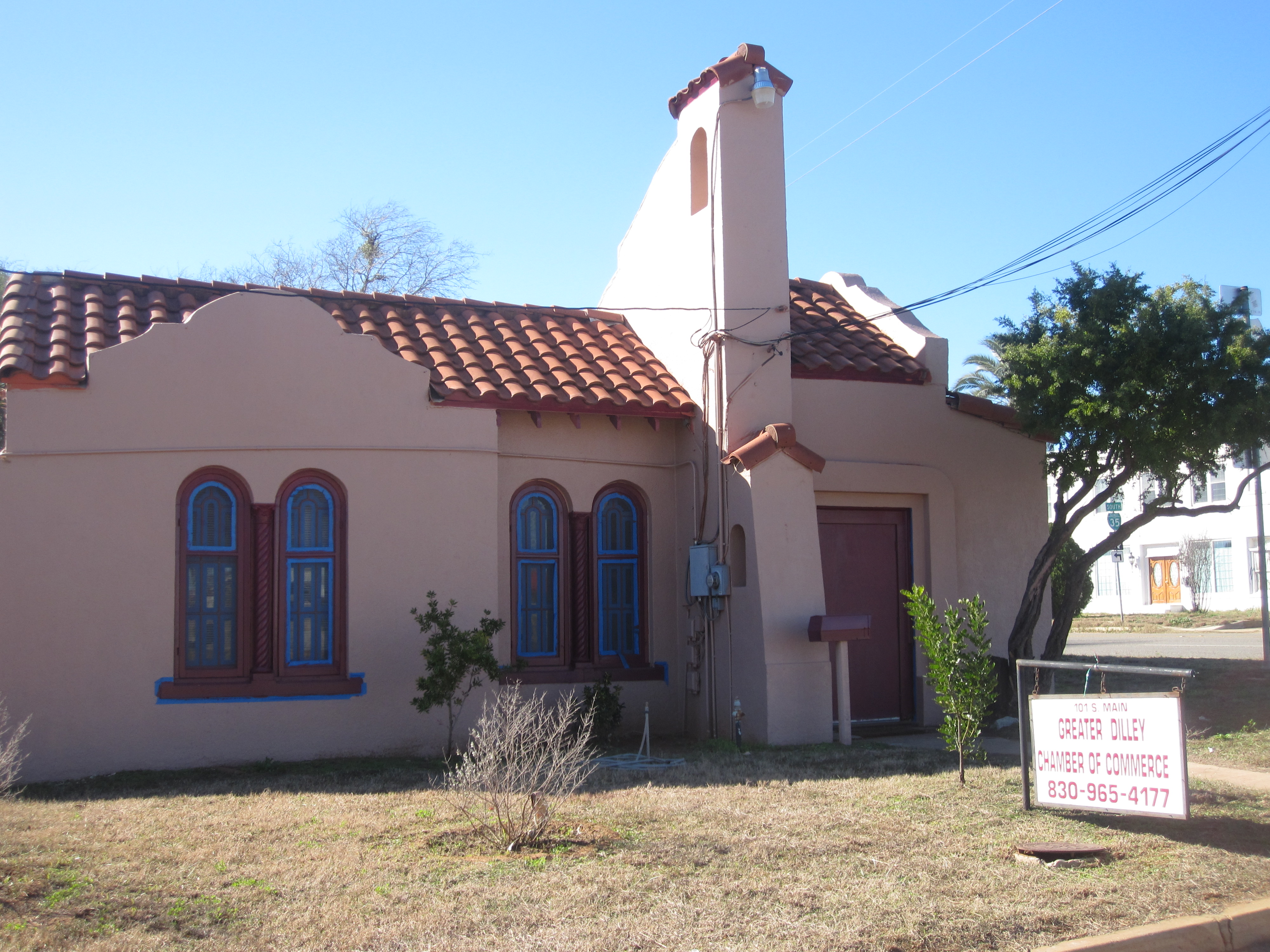
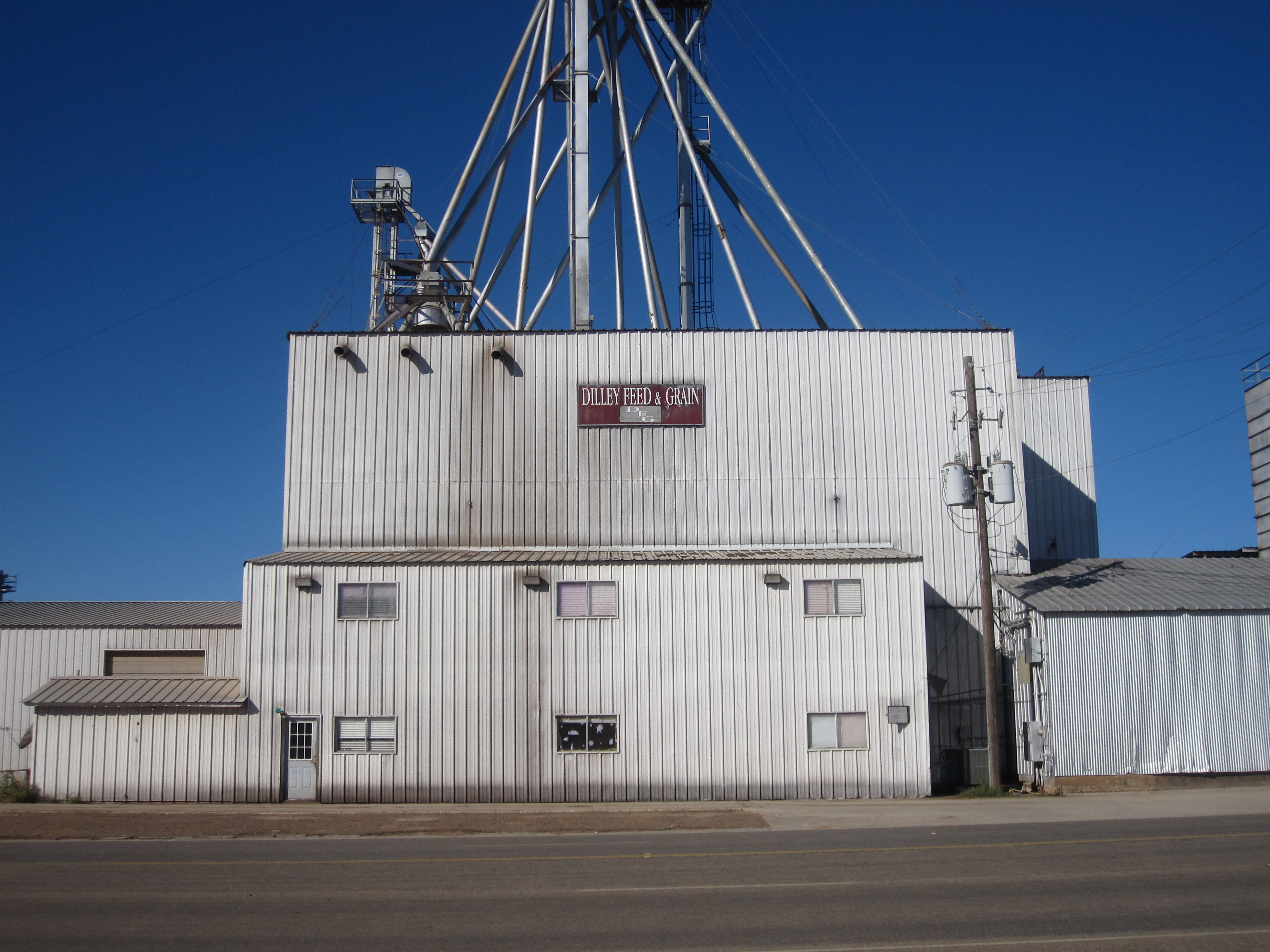
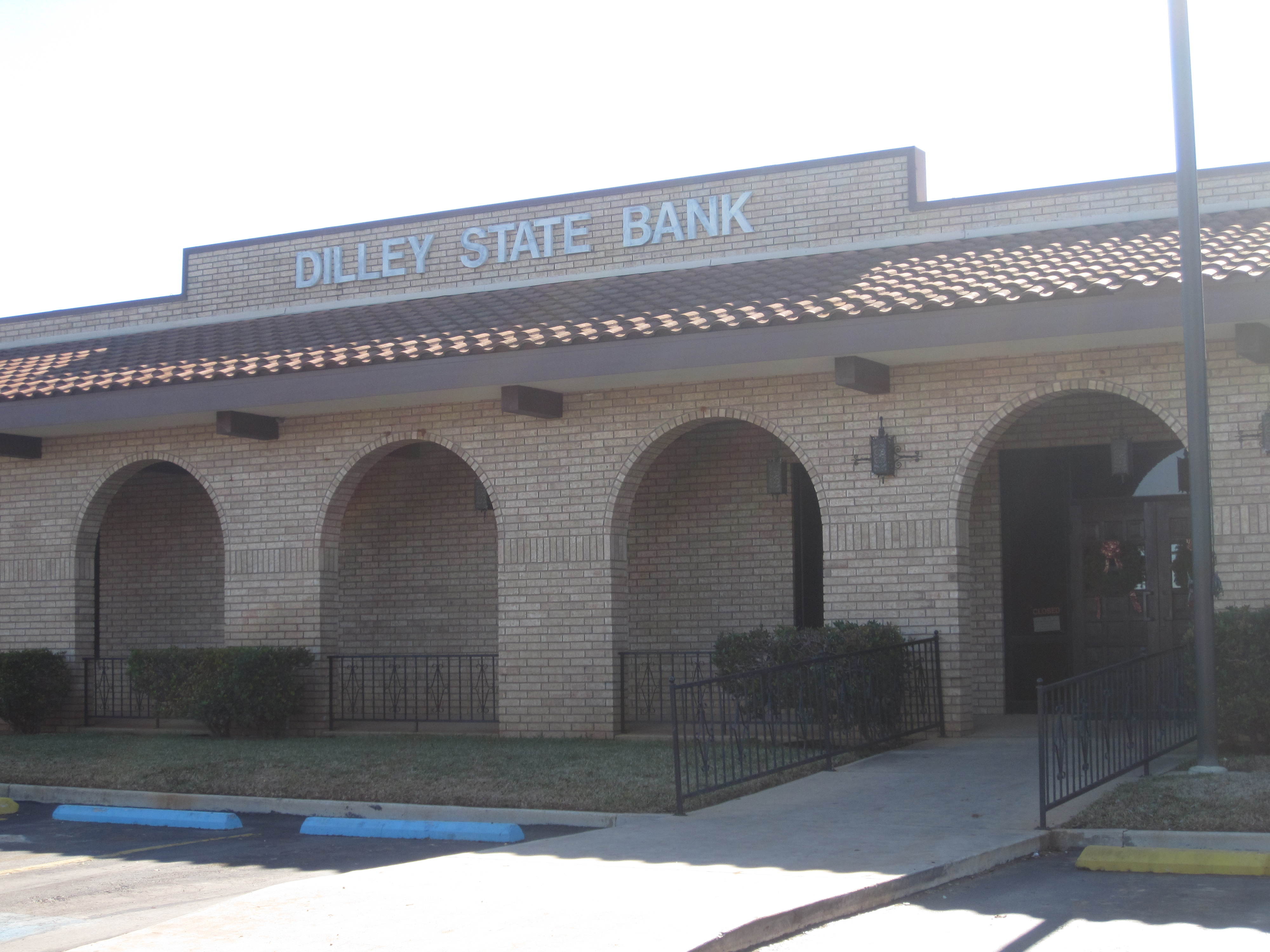
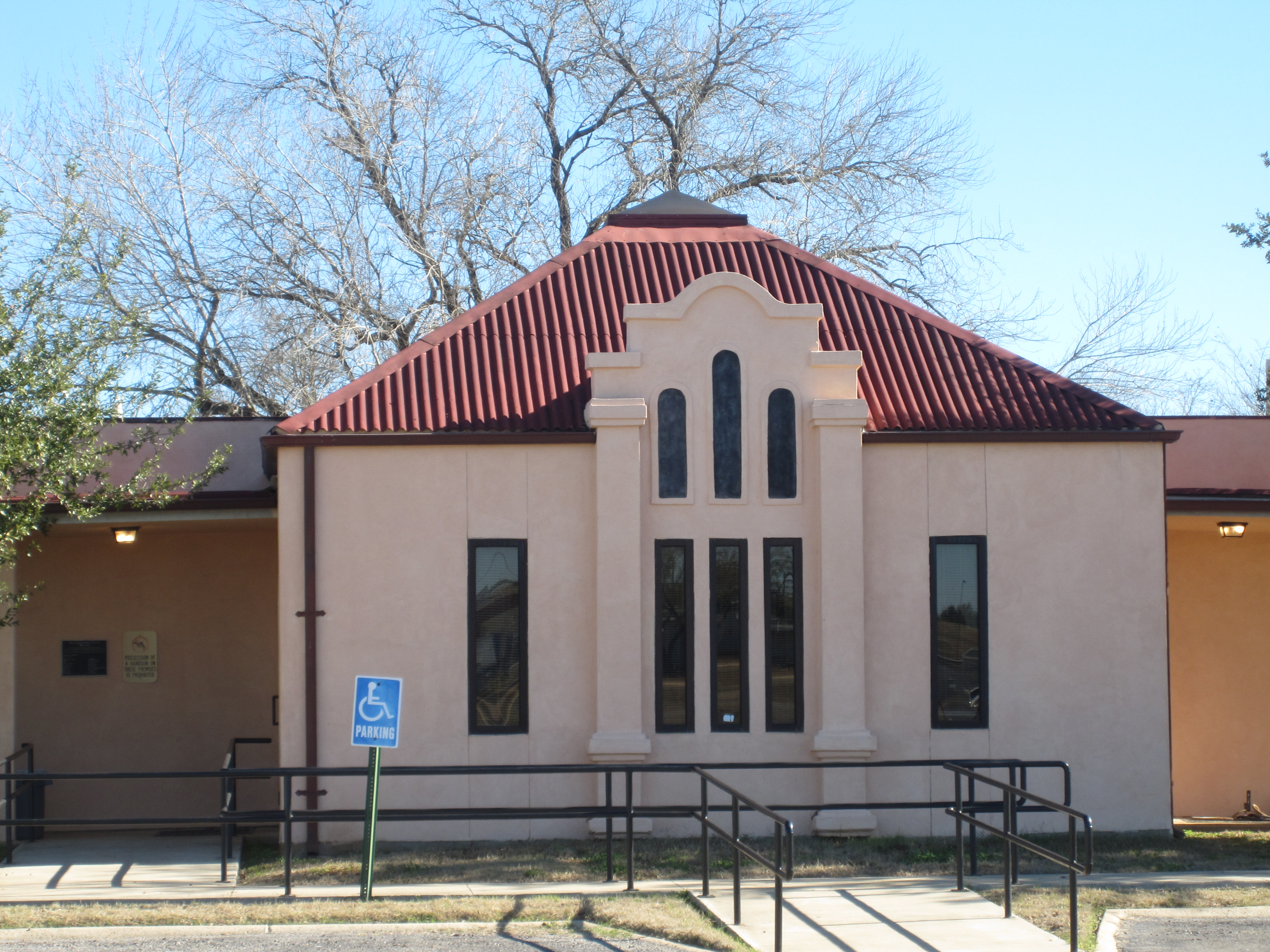
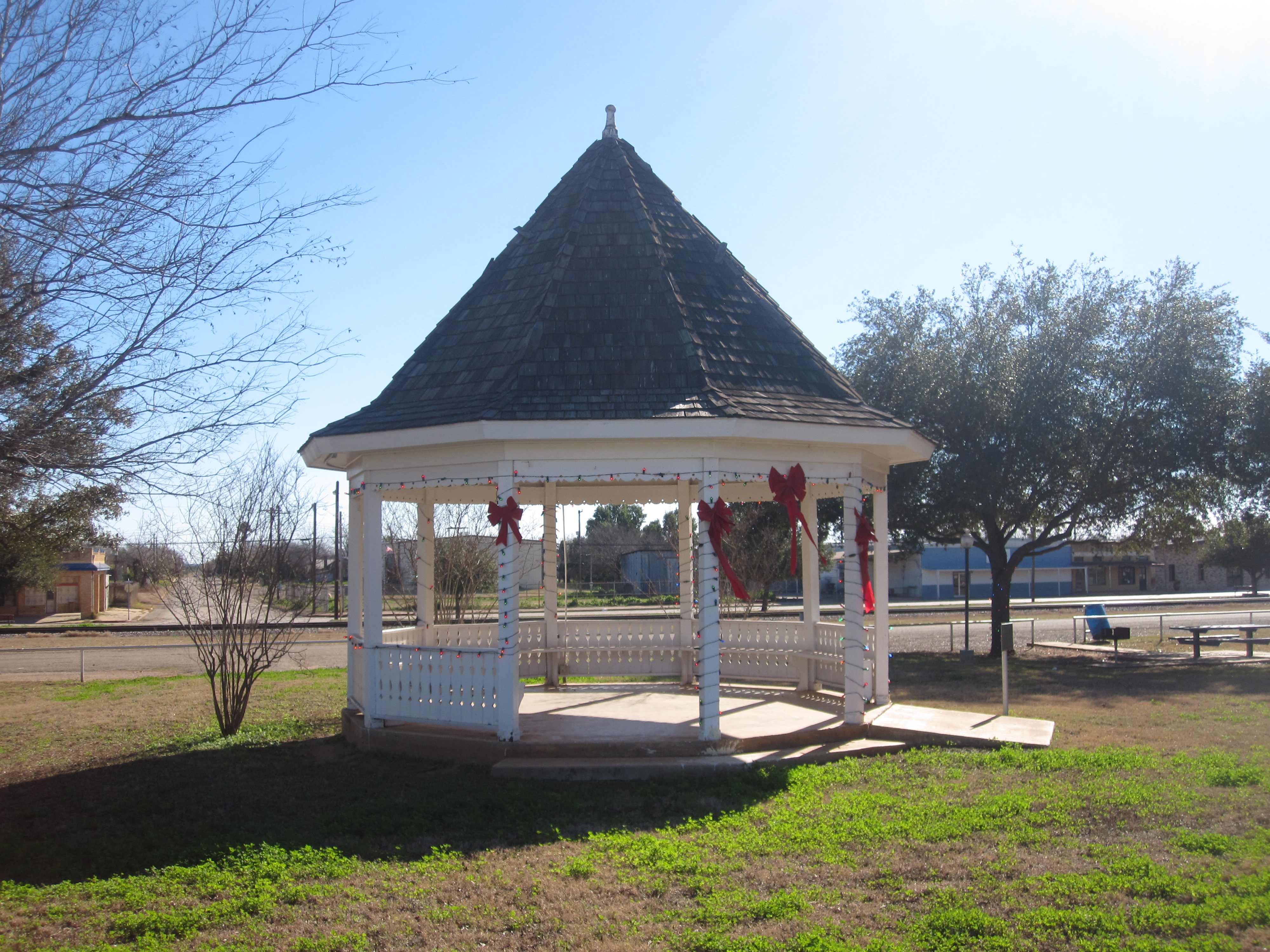
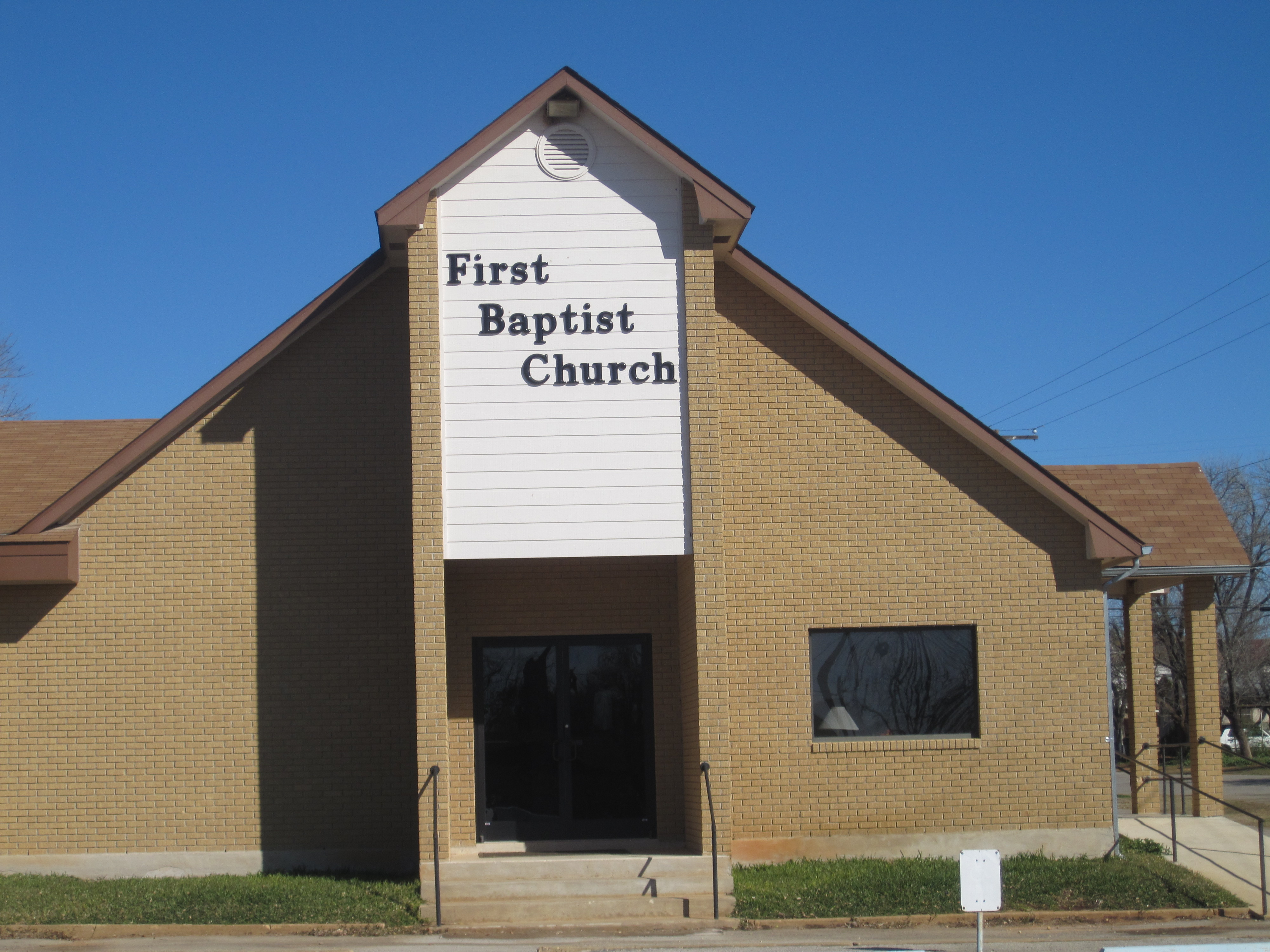
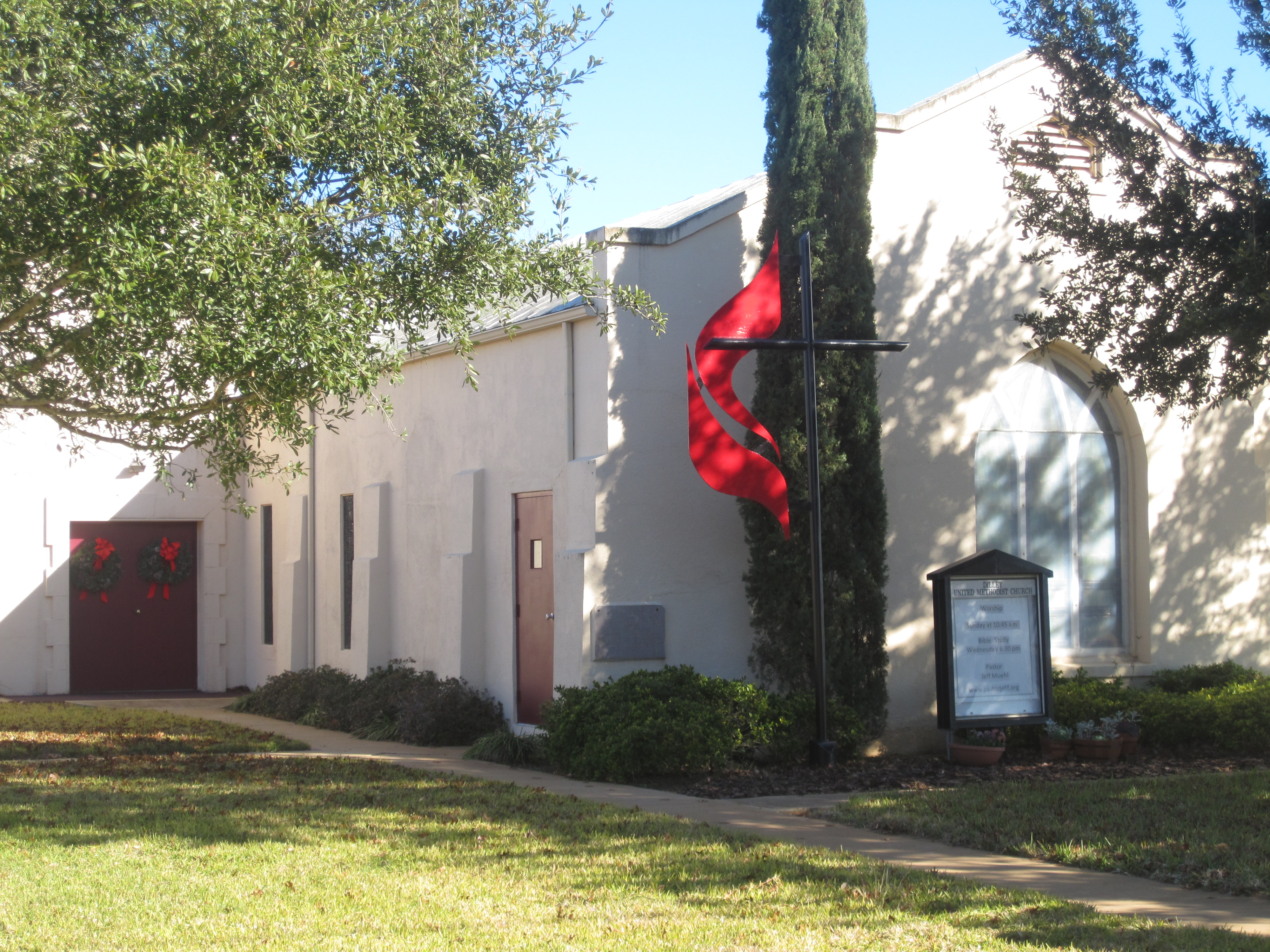
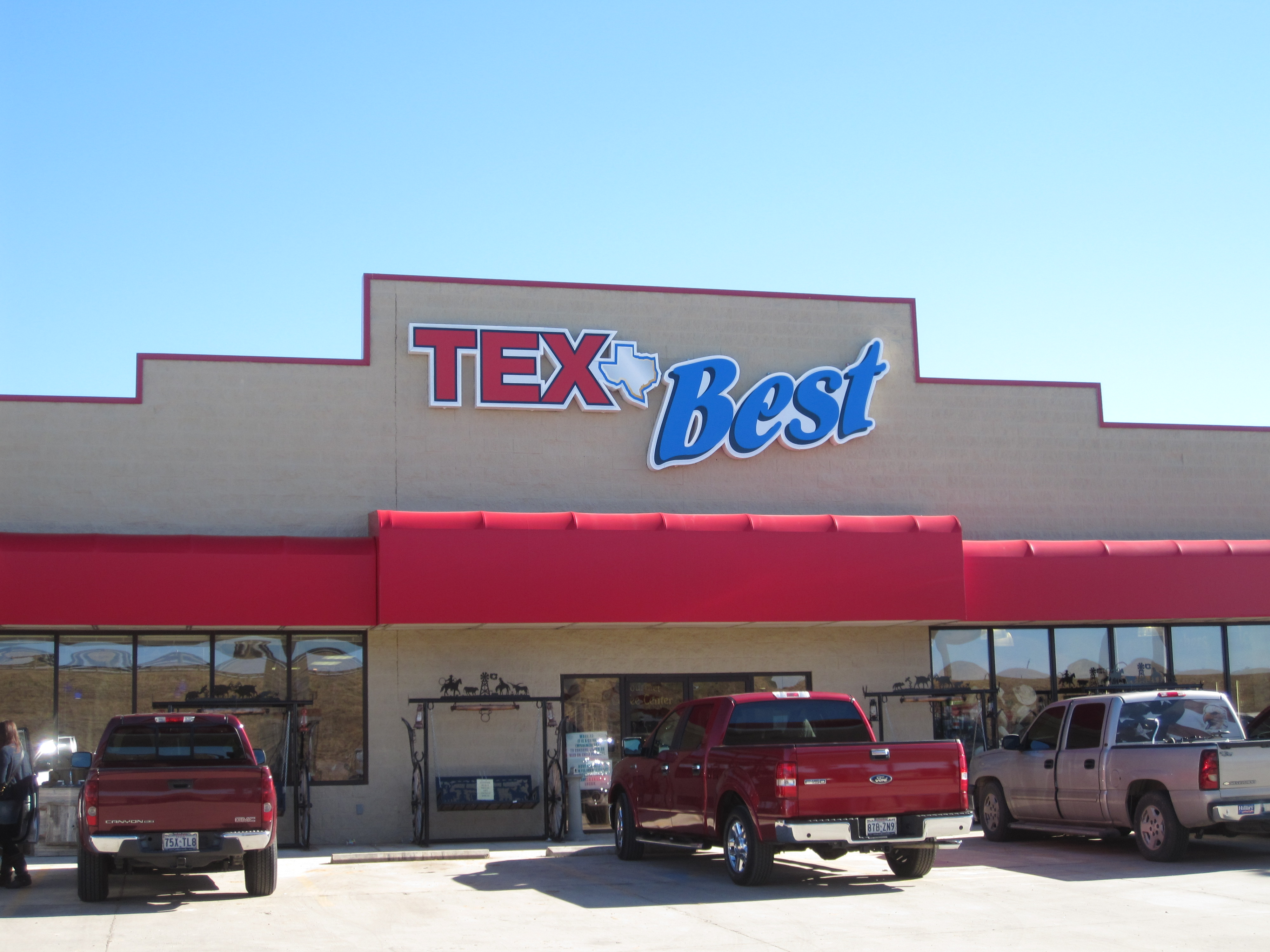
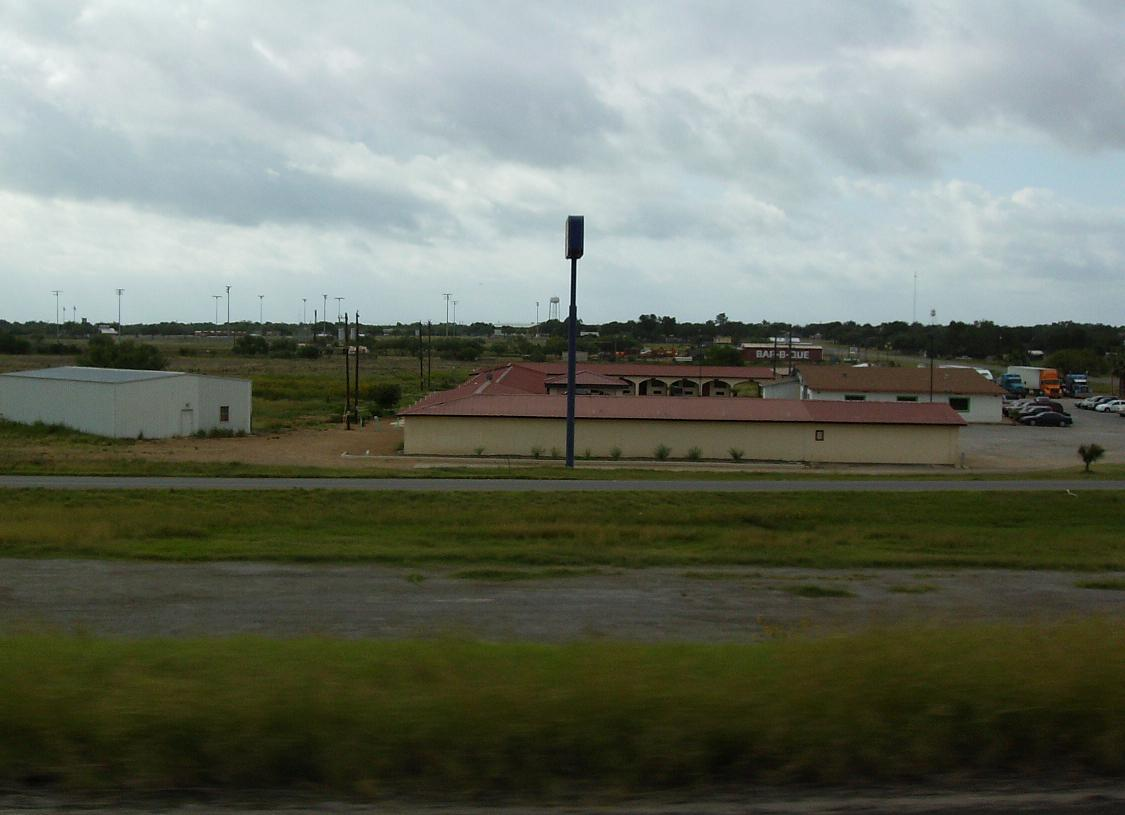
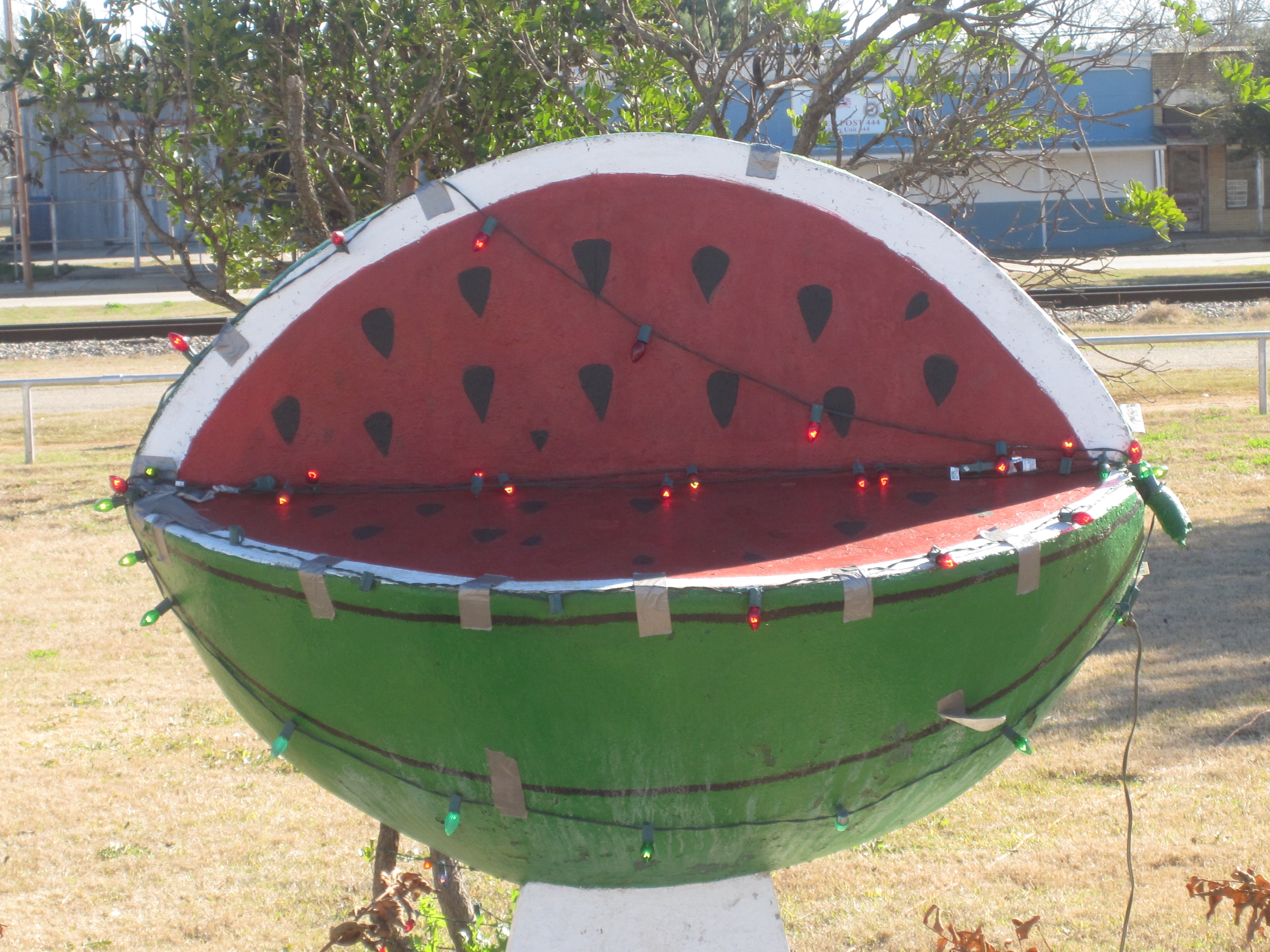